# گمینا گورا
گمینا گورا (به لهستانی:  Gmina Góra) یک گمینا در لهستان است که در شهرستان گورا واقع شده‌است. گمینا گورا ۲۶۸٫۷۴ کیلومتر مربع مساحت و ۲۰٬۸۷۶ نفر جمعیت دارد.